# Giovita Garavaglia
Giovita Garavaglia, född den 18 mars 1790 i Pavia, död den 27 april 1835 i Florens, var en italiensk kopparstickare.
Garavaglia studerade i Pavia och Milano för Faustino Anderloni och Giuseppe Longhi och blev 1833 professor vid akademien i Florens. Bland Garavaglias mest värderade arbeten märks Heliga familjen (1817) och Madonna della sedia (1828), båda efter Rafael, Den heliga Magdalena (efter Carlo Dolci), David med Goliats huvud (efter Guercino) samt porträtt av Karl V.